# Sport Club Kriens
O Sport Club Kriens é um clube de futebol com sede em Kriens, Suíça. A equipe compete na Swiss Promotion League.

## História
O clube foi fundado em 1944. 